# きんた・ミーノ
きんた・ミーノ（本名・弓庭 規生（ゆば のりお）、1960年〈昭和35年〉10月5日 - 2020年〈令和2年〉8月25日）は、日本の歌手、作曲家、作詞家、ラジオパーソナリティ、コラムニスト。コミックバンド「おかげ様ブラザーズ」のボーカル。りら創造芸術高等専修学校講師を務めた。
所属事務所は昭和プロダクション。

## 生涯
和歌山県海草郡紀美野町（旧・美里町）出身。和歌山県立大成高等学校美里分校（現在の和歌山県立海南高等学校美里分校）を卒業した。
バンド活動については当該項目参照。この項では個人名義の活動を記載する。
京都を中心にバンド活動を行い、1982年「おかげ様ブラザーズ」の前身である「トミーとミーノ&かねてつおかげ様ブラザーズ」を結成した。関西サブカルチャー界を中心に根強い人気を得た。その巧みな話術からラジオ番組を多数担当する。
1990年代中頃に東京に進出するも、1996年にバンドは活動を休止した。
関西に戻り、ブラジリアンロックバンド「ガイアコテカ」を結成するも、1年で解散した。
芸能界から事実上引退となる。引退の理由は、理想と現実のギャップに悩み自信を喪失したからだという。
引退後に結婚した。相手の女性は「おかげ様ブラザーズ」のことを知らなかったという。
引退後は地元・美里町（現在の紀美野町）に戻り、農業のかたわら喫茶店「地球庭園（ガイアガーデン）」を経営した。
地元のミニコミ紙等では本名の弓庭規生名義でコラムニストとしても活動した。
2年ほど音楽から離れていたが、隣町のカラオケボックスで偶然耳にした1人の少女の歌声をきっかけに、音楽活動を再開した。作詞・作曲を始め、地元の子供達に和太鼓等を教える。
2007年、りら創造芸術高等専修学校講師に就任し、和太鼓を教えた。同年、おかげ様ブラザーズの活動を再開する。
2020年8月25日、誤嚥性肺炎のため和歌山市内の病院で死去した。59歳没。
所属事務所によれば、亡くなる数年前から体調を崩して入退院を繰り返しており、メディアから遠ざかっていた。

## ドキュメンタリー
- 2005年7月14日放送の毎日放送『VOICE』において、『人気ミュージシャンが東京を捨てた理由』と題し、引退後の生活が特集された。
- 2007年10月30日放送の毎日放送『VOICE』と11月12日放送のTBSテレビ『筑紫哲也 NEWS23』において、おかげ様ブラザーズ復活の過程が特集された。

## 主な音楽作品
- 羽野晶紀「が・ん・ば・れっ」　-　作詞・作曲
- 水野れいか（現在のれいか）「AI」、「I Miss you...」　-　作詞・作曲
- 神農幸「はじまりは中之島」、「鴨リバーサイド物語」　－　コーラス
  - 当時、きんた・ミーノと同じ所属事務所だったキダ・タローが作曲。
- 立原啓裕「Be Alive」 - 作詞・作曲
- 辛坊治郎&森たけし「負ける気せんね」　-　作詞・作曲[4]
- 同上「ハイハイ敗!!」　-　作詞[4]
  - 「負ける気せんね」、「ハイハイ敗!!」は、編曲・演奏を、自身が所属しているバンド、おかげ様ブラザーズが担当している。

## 主なラジオ番組
- 朝日放送ラジオ「ABCラジオファンキーズ」　1988年4月 - 9月
- FM大阪「な!な!転八夜起」　1988年11月 - 1989年2月　※嘉門タツオとMC。
- 朝日放送ラジオ「ABCラジオシティ」　1989年4月 - 1990年9月
- 毎日放送ラジオ「MBSヤングタウン土曜日」　1990年10月 - 1992年3月
- FM大阪「世紀末的大阪」
- 朝日放送ラジオ「伊藤えん魔のAMam」

## 主なテレビ番組
- KBS京都「河原町パラダイスTV」
- 関西テレビ「SING SING SING」
- フジテレビ「輝け!ロック爆笑族」
- フジテレビ「レッド・ツェッペリン」
- サンテレビ「生×カラ!TV」

## 主なCMソング
- イヨクマン（旧・家庭教師のカテキヨ）
- ジャンボカラオケ広場
- フェニックスプラザ摩耶
- 買取りまっくす

## 主な舞台
- イエス斬り捨て（劇団ファントマ）